# Примаков Каміль Юрійович
Каміль Юрійович Примаков (нар. 1 лютого 1985, Дніпропетровськ) — український бізнесмен, політик, заступник обласного голови Дніпропетровської області, депутат Дніпровської міськради 6, 7 і 8 скликань, керівник депутатської фракції «Європейська солідарність». Був головою комісій освіти, молоді та спорту і транспорту.

## Біографія
Народився 1 лютого 1985 року в Дніпропетровську, закінчив СШ № 71, навчався в Національному гірничому університеті та Дніпропетровскому університеті внутрішніх справ, працював віце-президентом Національного олімпійського комітету України в Дніпропетровській області.
У віці 24 років став співзасновником ТОВ «Паливні ресурси» (компанію згодом було ліквідовано), співзасновник ТОВ «Євронафта», у колишньому — комерційний директор ТОВ «Восток Транс-ойл».

### Кар'єра
2010—2015 — депутат Дніпровської міської ради від партії «Фронт змін».
З квітня 2014 року віце-президент Дніпропетровського обласного відділення Національного олімпійського комітету України. З квітня 2016 до листопада 2017 року заступник голови Дніпропетровської обласної адміністрації.
2015 року став секретарем Дніпропетровської міськради за підтримки партії Укроп і Бориса Філатова, його кандидатуру лобіювали депутати Максим Курячий та Андрій Павелко. Зі слів Філатова, кандидатуру Примакова порекомендували народні депутати Максим Курячий та Андрій Павелко. Філатов заявив, що не знав, чому обрали саме Примакова.
З 21 квітня 2016 — заступник обласного голови Дніпропетровської області з гуманітарного напрямку, його безпосередній керівник — голова обласної держадміністрації Валентин Резніченко.
У період з 2017 по 2018 рік був членом адміністративного комітету Національної ради з питань розвитку науки і технологій при Кабінеті Міністрів України. З жовтня 2017 року — доцент кафедри загальноправових дисциплін юридичного факультету Дніпропетровського державного університету внутрішніх справ. З грудня 2017 року по 2019 рік — помічник-консультант депутата Андрія Павелка від БПП у ВРУ VIII скл., був головою фракції «Фронт Змін», згодом — депутатом партії «Демократи».

## Громадська діяльність
З 2010 року був обраний депутатом Дніпровської міської ради VI скликання, де також виконував обов'язки голови фракції. З 2012 по 2015 рік очолював постійну комісію міської ради з питань освіти, культури, молоді та спорту.
У 2015 році обраний депутатом Дніпровської міської ради VII скликання, займаючи посаду голови депутатської фракції. У період з 2015 по 2016 рік — радник голови Дніпропетровської обласної державної адміністрації, а з 2015 по 2017 рік — як радник голови Дніпропетровської обласної ради. З 2016 року Примаков виконує обов'язки голови постійної комісії Дніпровської міської ради з питань транспорту та зв'язку.
З 2020 року і до нині продовжує свою роботу в Дніпровській міській раді VIII скликання як голова депутатської фракції. У 2020 році отримав свідоцтво про право на заняття адвокатською діяльністю. 14 квітня 2022 року призначений членом ради оборони міста Дніпра.

## Критика, розслідування
2011 року журналісти проаналізували тендери на закупівлю палива для мерії, митниці і обласного управління міліції. Серед переможців тендерів була компанія «Паливні ресурси» (рос. Топливные ресурсы) Примакова. Каміль на той момент був членом комісії з питань транспорту і зв'язку міськради. За даними журналістів, паливо продавалося за завищеними цінами. Всі рішення конкурсного комітету затверджував його голова — замголови міської міліції Володимир Седлецький. Компанія Примакова продала 94.730 л бензину, отримавши за це 927.596,16 грн., тобто по 9,79 грн. за літр, при цьому 2010 року середня роздрібна ціна літру бензину складала 7,60 грн.
2015 року було відкрито кримінальне провадження за фактом змови службових осіб державних установ області з низькою компаній, в тому числі Примакова, з метою привласнення бюджетних коштів щонайменше у 2012—2014 роках.. ТОВ «Паливні ресурси» фігурувала у кримінальній справі щодо фіктивних тендерів і також привласненні бюджетних коштів.
22 грудня 2015 року після невдалого голосування за кандидатуру Примакова на пост секретаря міськради він із групою колег виламав двері в серверну кімнату міськради, щоб перешкодити продовженню засідання депутатів.

## Нагороди, відзнаки
- Відзнака Президента України «За гуманітарну участь в антитерористичній операції» (2016);
- Орден «Гідність та честь» (2016);
- Відзнака «За службу державі» (2017);
- Відзнака «За державну службу» (2017);
- Нагрудний знак «За заслуги перед громадою» (2019);
- Нагорода «За мужність та відданість народу України» від Міністерства Оборони України (2022);
- Відзнака «Волонтерська доблесть» (2024).[7]

## Декларація
Офіційно задекларований прибуток Примакова за 2015 — 1,14 млн грн. Примаков має у власності дві ділянки землі площею 1320 м2, у членів його сім'ї — загалом 7 ділянок загальною площею 10,500 м².
Каміль володіє квартирою (60,9 м2), його сім'я має у власності дім (511 м2), квартири (55,3 м2 і 54,1м2). Також членами сім'ї задекларовано три невідомих об'єкти площею 2,665 м2. У декларації йдеться, що Примаков не має рахунків у банках.
Примаков задекларував такі автомобілі: Škoda Octavia 2007 року, Toyota Camry 2008 року, Audi Q7 2008 року, Toyota LC 2013 року, МАЗ 1988 року і МАЗ 1990 року.